# Erigorgus aquilonius
Erigorgus aquilonius är en stekelart som beskrevs av Dasch 1984. Erigorgus aquilonius ingår i släktet Erigorgus och familjen brokparasitsteklar. Inga underarter finns listade i Catalogue of Life.